# .post
.post是互聯網域名系統中的贊助類頂級域。顧名思義，該域名僅限於與郵政相關的網站。由萬國郵政聯盟爲.post授權，並制定、實施和監督管理規則。該域名於2005年4月8日獲得ICANN的批准，2012年8月投入使用。